# آن شايفر
آن شايفر (بالإنجليزية: Anne Schaefer)‏ هي ممثلة أمريكية، ولدت في 10 يوليو 1870 في سانت لويس في الولايات المتحدة، وتوفيت في 3 مايو 1957 في لوس أنجلوس في الولايات المتحدة.

## أعمال

### أفلام
- راقص الشيطان

## وصلات خارجية
- آن شايفر على موقع IMDb (الإنجليزية)
- آن شايفر على موقع قاعدة بيانات الفيلم (الإنجليزية)